# Vuelta a Asturias 2021
La 63.ª edición de la Vuelta a Asturias (nombre oficial: Vuelta Asturias Julio Álvarez Mendo) fue una carrera de ciclismo en ruta por etapas que se celebró entre el 30 de abril y el 2 de mayo de 2021 en España con inicio en la ciudad de Oviedo y final en el Monte Naranco sobre un recorrido de 510,3 kilómetros.
La carrera formó parte del UCI Europe Tour 2021, calendario ciclístico de los Circuitos Continentales UCI, dentro de la categoría 2.1 y fue ganada por el colombiano Nairo Quintana del Arkéa Samsic. Completaron el podio, como segundo y tercer clasificado respectivamente, el español Antonio Pedrero del Movistar y el francés Pierre Latour del Total Direct Énergie.

## Equipos participantes
Tomaron parte en la carrera 15 equipos: 1 de categoría UCI WorldTeam invitado por la organización, 10 de categoría UCI ProTeam y 4 de categoría Continental. Formaron así un pelotón de 102 ciclistas de los que acabaron 86. Los equipos participantes fueron:
| WorldTeam- Movistar Team ProTeams (10)- Caja Rural-Seguros RGA - Burgos-BH - Euskaltel-Euskadi - Arkéa-Samsic - Total Direct Énergie - Team Novo Nordisk - Gazprom-RusVelo - Delko - Eolo-Kometa - Equipo Kern Pharma Equipos continentales (4)- Gios - Electro Hiper Europa - Louletano-Loulé Concelho - Medellín |
| |

## Recorrido
La Vuelta a Asturias dispuso de tres etapas para un recorrido total de 510,3 kilómetros, donde emerge como un reto de gran dificultad por su variado trazado.
| Etapa     | Fecha     | Recorrido                         | type                   | Distancia (km) | Desnivel (m) | Ganador          | Líder          |
| --------- | --------- | --------------------------------- | ---------------------- | -------------- | ------------ | ---------------- | -------------- |
| 1.ª etapa | 30 de abr | Oviedo – Pola de Lena             | etapa de montaña       | 184,5          | 3169 m       | Nairo Quintana   | Nairo Quintana |
| 2.ª etapa | 1 de may  | Candás – Cangas del Narcea        | etapa de montaña       | 200,5          | 4231 m       | Héctor Carretero | Nairo Quintana |
| 3.ª etapa | 2 de may  | Cangas del Narcea – Monte Naranco | etapa de media montaña | 125,3          | 2004 m       | Pierre Latour    | Nairo Quintana |

### 1.ª etapa
| \| Clasificación de la etapa \| Clasificación de la etapa \| Clasificación de la etapa \| Clasificación de la etapa \| Clasificación de la etapa \| \| Ciclista \| Ciclista \| Equipo \| Tiempo \| \| \| ------------------------- \| ------------------------- \| ------------------------- \| ------------------------- \| ------------------------- \| \| 1.º \| Nairo Quintana \| Arkéa-Samsic \| 5 h 03 min 45 s \| \| \| 2.º \| Antonio Pedrero \| Movistar Team \| + 26 s \| \| \| 3.º \| Pierre Latour \| Total Direct Énergie \| + 27 s \| \| \| 4.º \| Gotzon Martín \| Euskaltel-Euskadi \| + 49 s \| \| \| 5.º \| Alejandro Osorio \| Caja Rural-Seguros RGA \| + 49 s \| \| \| 6.º \| Christian Scaroni \| Gazprom-RusVelo \| + 49 s \| \| \| 7.º \| Roger Adrià \| Equipo Kern Pharma \| + 49 s \| \| \| 8.º \| Nélson Filippe Oliveira \| Movistar Team \| + 49 s \| \| \| 9.º \| Einer Rubio \| Movistar Team \| + 49 s \| \| \| 10.º \| Julen Amezqueta \| Caja Rural-Seguros RGA \| + 49 s \| \| |                         |                        |                 |
| |                         |                        |                 |
| Fuente: ProCyclingStats |                         |                        |                 |
| Clasificación de la etapa |                         |                        |                 |
| Ciclista | Ciclista                | Equipo                 | Tiempo          |
| 1.º | Nairo Quintana          | Arkéa-Samsic           | 5 h 03 min 45 s |
| 2.º | Antonio Pedrero         | Movistar Team          | + 26 s          |
| 3.º | Pierre Latour           | Total Direct Énergie   | + 27 s          |
| 4.º | Gotzon Martín           | Euskaltel-Euskadi      | + 49 s          |
| 5.º | Alejandro Osorio        | Caja Rural-Seguros RGA | + 49 s          |
| 6.º | Christian Scaroni       | Gazprom-RusVelo        | + 49 s          |
| 7.º | Roger Adrià             | Equipo Kern Pharma     | + 49 s          |
| 8.º | Nélson Filippe Oliveira | Movistar Team          | + 49 s          |
| 9.º | Einer Rubio             | Movistar Team          | + 49 s          |
| 10.º | Julen Amezqueta         | Caja Rural-Seguros RGA | + 49 s          |

| \| Clasificación general \| Clasificación general \| Clasificación general \| Clasificación general \| Clasificación general \| \| Ciclista \| Ciclista \| Equipo \| Tiempo \| \| \| --------------------- \| ----------------------- \| ---------------------- \| --------------------- \| --------------------- \| \| 1.º \| Nairo Quintana \| Arkéa-Samsic \| 5 h 03 min 35 s \| \| \| 2.º \| Antonio Pedrero \| Movistar Team \| + 30 s \| \| \| 3.º \| Pierre Latour \| Total Direct Énergie \| + 33 s \| \| \| 4.º \| Gotzon Martín \| Euskaltel-Euskadi \| + 59 s \| \| \| 5.º \| Alejandro Osorio \| Caja Rural-Seguros RGA \| + 59 s \| \| \| 6.º \| Christian Scaroni \| Gazprom-RusVelo \| + 59 s \| \| \| 7.º \| Roger Adrià \| Equipo Kern Pharma \| + 59 s \| \| \| 8.º \| Nélson Filippe Oliveira \| Movistar Team \| + 59 s \| \| \| 9.º \| Einer Rubio \| Movistar Team \| + 59 s \| \| \| 10.º \| Julen Amezqueta \| Caja Rural-Seguros RGA \| + 59 s \| \| |                         |                        |                 |
| |                         |                        |                 |
| Fuente: ProCyclingStats |                         |                        |                 |
| Clasificación general |                         |                        |                 |
| Ciclista | Ciclista                | Equipo                 | Tiempo          |
| 1.º | Nairo Quintana          | Arkéa-Samsic           | 5 h 03 min 35 s |
| 2.º | Antonio Pedrero         | Movistar Team          | + 30 s          |
| 3.º | Pierre Latour           | Total Direct Énergie   | + 33 s          |
| 4.º | Gotzon Martín           | Euskaltel-Euskadi      | + 59 s          |
| 5.º | Alejandro Osorio        | Caja Rural-Seguros RGA | + 59 s          |
| 6.º | Christian Scaroni       | Gazprom-RusVelo        | + 59 s          |
| 7.º | Roger Adrià             | Equipo Kern Pharma     | + 59 s          |
| 8.º | Nélson Filippe Oliveira | Movistar Team          | + 59 s          |
| 9.º | Einer Rubio             | Movistar Team          | + 59 s          |
| 10.º | Julen Amezqueta         | Caja Rural-Seguros RGA | + 59 s          |

### 2.ª etapa
| \| Clasificación de la etapa \| Clasificación de la etapa \| Clasificación de la etapa \| Clasificación de la etapa \| Clasificación de la etapa \| \| Ciclista \| Ciclista \| Equipo \| Tiempo \| \| \| ------------------------- \| ------------------------- \| ------------------------- \| ------------------------- \| ------------------------- \| \| 1.º \| Héctor Carretero \| Movistar Team \| 5 h 30 min 57 s \| \| \| 2.º \| Nairo Quintana \| Arkéa-Samsic \| + 0 s \| \| \| 3.º \| Einer Rubio \| Movistar Team \| + 0 s \| \| \| 4.º \| Roger Adrià \| Equipo Kern Pharma \| + 0 s \| \| \| 5.º \| José Manuel Díaz Gallego \| Delko \| + 0 s \| \| \| 6.º \| Antonio Pedrero \| Movistar Team \| + 0 s \| \| \| 7.º \| Víctor de la Parte \| Total Direct Énergie \| + 0 s \| \| \| 8.º \| Ilnur Zakarin \| Gazprom-RusVelo \| + 3 s \| \| \| 9.º \| Pierre Latour \| Total Direct Énergie \| + 37 s \| \| \| 10.º \| Gotzon Martín \| Euskaltel-Euskadi \| + 37 s \| \| |                          |                      |                 |
| |                          |                      |                 |
| Fuente: ProCyclingStats |                          |                      |                 |
| Clasificación de la etapa |                          |                      |                 |
| Ciclista | Ciclista                 | Equipo               | Tiempo          |
| 1.º | Héctor Carretero         | Movistar Team        | 5 h 30 min 57 s |
| 2.º | Nairo Quintana           | Arkéa-Samsic         | + 0 s           |
| 3.º | Einer Rubio              | Movistar Team        | + 0 s           |
| 4.º | Roger Adrià              | Equipo Kern Pharma   | + 0 s           |
| 5.º | José Manuel Díaz Gallego | Delko                | + 0 s           |
| 6.º | Antonio Pedrero          | Movistar Team        | + 0 s           |
| 7.º | Víctor de la Parte       | Total Direct Énergie | + 0 s           |
| 8.º | Ilnur Zakarin            | Gazprom-RusVelo      | + 3 s           |
| 9.º | Pierre Latour            | Total Direct Énergie | + 37 s          |
| 10.º | Gotzon Martín            | Euskaltel-Euskadi    | + 37 s          |

| \| Clasificación general \| Clasificación general \| Clasificación general \| Clasificación general \| Clasificación general \| \| Ciclista \| Ciclista \| Equipo \| Tiempo \| \| \| --------------------- \| --------------------- \| ---------------------- \| --------------------- \| --------------------- \| \| 1.º \| Nairo Quintana \| Arkéa-Samsic \| 10 h 34 min 26 s \| \| \| 2.º \| Antonio Pedrero \| Movistar Team \| + 36 s \| \| \| 3.º \| Einer Rubio \| Movistar Team \| + 1 min 01 s \| \| \| 4.º \| Roger Adrià \| Equipo Kern Pharma \| + 1 min 05 s \| \| \| 5.º \| Víctor de la Parte \| Total Direct Énergie \| + 1 min 05 s \| \| \| 6.º \| Ilnur Zakarin \| Gazprom-RusVelo \| + 1 min 08 s \| \| \| 7.º \| Pierre Latour \| Total Direct Énergie \| + 1 min 16 s \| \| \| 8.º \| Héctor Carretero \| Movistar Team \| + 1 min 38 s \| \| \| 9.º \| Gotzon Martín \| Euskaltel-Euskadi \| + 1 min 42 s \| \| \| 10.º \| Alejandro Osorio \| Caja Rural-Seguros RGA \| + 1 min 42 s \| \| |                    |                        |                  |
| |                    |                        |                  |
| Fuente: ProCyclingStats |                    |                        |                  |
| Clasificación general |                    |                        |                  |
| Ciclista | Ciclista           | Equipo                 | Tiempo           |
| 1.º | Nairo Quintana     | Arkéa-Samsic           | 10 h 34 min 26 s |
| 2.º | Antonio Pedrero    | Movistar Team          | + 36 s           |
| 3.º | Einer Rubio        | Movistar Team          | + 1 min 01 s     |
| 4.º | Roger Adrià        | Equipo Kern Pharma     | + 1 min 05 s     |
| 5.º | Víctor de la Parte | Total Direct Énergie   | + 1 min 05 s     |
| 6.º | Ilnur Zakarin      | Gazprom-RusVelo        | + 1 min 08 s     |
| 7.º | Pierre Latour      | Total Direct Énergie   | + 1 min 16 s     |
| 8.º | Héctor Carretero   | Movistar Team          | + 1 min 38 s     |
| 9.º | Gotzon Martín      | Euskaltel-Euskadi      | + 1 min 42 s     |
| 10.º | Alejandro Osorio   | Caja Rural-Seguros RGA | + 1 min 42 s     |

### 3.ª etapa
| \| Clasificación de la etapa \| Clasificación de la etapa \| Clasificación de la etapa \| Clasificación de la etapa \| Clasificación de la etapa \| \| Ciclista \| Ciclista \| Equipo \| Tiempo \| \| \| ------------------------- \| ------------------------- \| ------------------------- \| ------------------------- \| ------------------------- \| \| 1.º \| Pierre Latour \| Total Direct Énergie \| 2 h 59 min 49 s \| \| \| 2.º \| Alejandro Osorio \| Caja Rural-Seguros RGA \| + 2 s \| \| \| 3.º \| Víctor de la Parte \| Total Direct Énergie \| + 12 s \| \| \| 4.º \| Antonio Pedrero \| Movistar Team \| + 12 s \| \| \| 5.º \| Nairo Quintana \| Arkéa-Samsic \| + 12 s \| \| \| 6.º \| Einer Rubio \| Movistar Team \| + 19 s \| \| \| 7.º \| Lorenzo Fortunato \| Eolo-Kometa \| + 59 s \| \| \| 8.º \| Jhojan García \| Caja Rural-Seguros RGA \| + 59 s \| \| \| 9.º \| Roger Adrià \| Equipo Kern Pharma \| + 59 s \| \| \| 10.º \| Dani Navarro \| Burgos-BH \| + 59 s \| \| |                    |                        |                 |
| |                    |                        |                 |
| Fuente: ProCyclingStats |                    |                        |                 |
| Clasificación de la etapa |                    |                        |                 |
| Ciclista | Ciclista           | Equipo                 | Tiempo          |
| 1.º | Pierre Latour      | Total Direct Énergie   | 2 h 59 min 49 s |
| 2.º | Alejandro Osorio   | Caja Rural-Seguros RGA | + 2 s           |
| 3.º | Víctor de la Parte | Total Direct Énergie   | + 12 s          |
| 4.º | Antonio Pedrero    | Movistar Team          | + 12 s          |
| 5.º | Nairo Quintana     | Arkéa-Samsic           | + 12 s          |
| 6.º | Einer Rubio        | Movistar Team          | + 19 s          |
| 7.º | Lorenzo Fortunato  | Eolo-Kometa            | + 59 s          |
| 8.º | Jhojan García      | Caja Rural-Seguros RGA | + 59 s          |
| 9.º | Roger Adrià        | Equipo Kern Pharma     | + 59 s          |
| 10.º | Dani Navarro       | Burgos-BH              | + 59 s          |

## Clasificaciones finales
- Las clasificaciones finalizaron de la siguiente forma:[4]

### Clasificación general
| \| Clasificación general \| Clasificación general \| Clasificación general \| Clasificación general \| Clasificación general \| \| Ciclista \| Ciclista \| Equipo \| Tiempo \| \| \| --------------------- \| ----------------------- \| ---------------------- \| --------------------- \| --------------------- \| \| 1.º \| Nairo Quintana \| Arkéa-Samsic \| 13 h 34 min 27 s \| \| \| 2.º \| Antonio Pedrero \| Movistar Team \| + 36 s \| \| \| 3.º \| Pierre Latour \| Total Direct Énergie \| + 54 s \| \| \| 4.º \| Víctor de la Parte \| Total Direct Énergie \| + 1 min 01 s \| \| \| 5.º \| Einer Rubio \| Movistar Team \| + 1 min 08 s \| \| \| 6.º \| Alejandro Osorio \| Caja Rural-Seguros RGA \| + 1 min 26 s \| \| \| 7.º \| Roger Adrià \| Equipo Kern Pharma \| + 1 min 52 s \| \| \| 8.º \| Ilnur Zakarin \| Gazprom-RusVelo \| + 2 min 00 s \| \| \| 9.º \| Nélson Filippe Oliveira \| Movistar Team \| + 2 min 43 s \| \| \| 10.º \| Julen Amezqueta \| Caja Rural-Seguros RGA \| + 3 min 03 s \| \| |                         |                        |                  |
| |                         |                        |                  |
| Fuente: ProCyclingStats |                         |                        |                  |
| Clasificación general |                         |                        |                  |
| Ciclista | Ciclista                | Equipo                 | Tiempo           |
| 1.º | Nairo Quintana          | Arkéa-Samsic           | 13 h 34 min 27 s |
| 2.º | Antonio Pedrero         | Movistar Team          | + 36 s           |
| 3.º | Pierre Latour           | Total Direct Énergie   | + 54 s           |
| 4.º | Víctor de la Parte      | Total Direct Énergie   | + 1 min 01 s     |
| 5.º | Einer Rubio             | Movistar Team          | + 1 min 08 s     |
| 6.º | Alejandro Osorio        | Caja Rural-Seguros RGA | + 1 min 26 s     |
| 7.º | Roger Adrià             | Equipo Kern Pharma     | + 1 min 52 s     |
| 8.º | Ilnur Zakarin           | Gazprom-RusVelo        | + 2 min 00 s     |
| 9.º | Nélson Filippe Oliveira | Movistar Team          | + 2 min 43 s     |
| 10.º | Julen Amezqueta         | Caja Rural-Seguros RGA | + 3 min 03 s     |

### Clasificación de la montaña
| Clasificación de la montaña | Clasificación de la montaña | Clasificación de la montaña | Clasificación de la montaña | Clasificación de la montaña |
| Ciclista                    | Ciclista                    | Equipo                      | Puntos                      |                             |
| --------------------------- | --------------------------- | --------------------------- | --------------------------- | --------------------------- |
| 1.º                         | José Manuel Gutiérrez       | Gios                        | 19 pts                      |                             |
| 2.º                         | Víctor de la Parte          | Total Direct Énergie        | 16 pts                      |                             |
| 3.º                         | Pierre Latour               | Total Direct Énergie        | 15 pts                      |                             |
| 4.º                         | Antonio Pedrero             | Movistar Team               | 15 pts                      |                             |
| 5.º                         | Daniel Viegas               | Eolo-Kometa                 | 13 pts                      |                             |
| 6.º                         | Nairo Quintana              | Arkéa-Samsic                | 11 pts                      |                             |
| 7.º                         | Einer Rubio                 | Movistar Team               | 11 pts                      |                             |
| 8.º                         | Ángel Madrazo               | Burgos-BH                   | 9 pts                       |                             |
| 9.º                         | Luis Ángel Maté             | Euskaltel-Euskadi           | 9 pts                       |                             |
| 10.º                        | Alejandro Osorio            | Caja Rural-Seguros RGA      | 9 pts                       |                             |

### Clasificación por puntos
| Clasificación por puntos | Clasificación por puntos | Clasificación por puntos | Clasificación por puntos | Clasificación por puntos |
| Ciclista                 | Ciclista                 | Equipo                   | Puntos                   |                          |
| ------------------------ | ------------------------ | ------------------------ | ------------------------ | ------------------------ |
| 1.º                      | Nairo Quintana           | Arkéa-Samsic             | 57 pts                   |                          |
| 2.º                      | Pierre Latour            | Total Direct Énergie     | 48 pts                   |                          |
| 3.º                      | Antonio Pedrero          | Movistar Team            | 44 pts                   |                          |
| 4.º                      | Alejandro Osorio         | Caja Rural-Seguros RGA   | 36 pts                   |                          |
| 5.º                      | Einer Rubio              | Movistar Team            | 33 pts                   |                          |
| 6.º                      | Roger Adrià              | Equipo Kern Pharma       | 30 pts                   |                          |
| 7.º                      | Víctor de la Parte       | Total Direct Énergie     | 28 pts                   |                          |
| 8.º                      | Héctor Carretero         | Movistar Team            | 25 pts                   |                          |
| 9.º                      | Ilnur Zakarin            | Gazprom-RusVelo          | 18 pts                   |                          |
| 10.º                     | Nélson Filippe Oliveira  | Movistar Team            | 15 pts                   |                          |

### Clasificación de las metas volantes
| Clasificación de las metas volantes | Clasificación de las metas volantes | Clasificación de las metas volantes | Clasificación de las metas volantes | Clasificación de las metas volantes |
| Ciclista                            | Ciclista                            | Equipo                              | Puntos                              |                                     |
| ----------------------------------- | ----------------------------------- | ----------------------------------- | ----------------------------------- | ----------------------------------- |
| 1.º                                 | Daniel Viegas                       | Eolo-Kometa                         | 12 pts                              |                                     |
| 2.º                                 | Nélson Filippe Oliveira             | Movistar Team                       | 6 pts                               |                                     |
| 3.º                                 | Ángel Madrazo                       | Burgos-BH                           | 4 pts                               |                                     |
| 4.º                                 | José Manuel Gutiérrez               | Gios                                | 4 pts                               |                                     |
| 5.º                                 | Mathieu Burgaudeau                  | Total Direct Énergie                | 2 pts                               |                                     |
| 6.º                                 | Alessandro Fedeli                   | Delko                               | 2 pts                               |                                     |
| 7.º                                 | Fabien Doubey                       | Total Direct Énergie                | 1 pt                                |                                     |
| 8.º                                 | Luis Ángel Maté                     | Euskaltel-Euskadi                   | 1 pt                                |                                     |
| 9.º                                 | Óscar Pelegrí                       | Electro Hiper Europa                | 1 pt                                |                                     |
| 10.º                                | Kévin Ledanois                      | Arkéa-Samsic                        | 1 pt                                |                                     |

### Clasificación de los jóvenes
| Clasificación del mejor joven | Clasificación del mejor joven | Clasificación del mejor joven | Clasificación del mejor joven | Clasificación del mejor joven |
| Ciclista                      | Ciclista                      | Equipo                        | Tiempo                        |                               |
| ----------------------------- | ----------------------------- | ----------------------------- | ----------------------------- | ----------------------------- |
| 1.º                           | Einer Rubio                   | Movistar Team                 | 13 h 35 min 35 s              |                               |
| 2.º                           | Alejandro Osorio              | Caja Rural-Seguros RGA        | + 18 s                        |                               |
| 3.º                           | Roger Adrià                   | Equipo Kern Pharma            | + 44 s                        |                               |
| 4.º                           | Jhojan García                 | Caja Rural-Seguros RGA        | + 4 min 34 s                  |                               |
| 5.º                           | José Félix Parra              | Equipo Kern Pharma            | + 4 min 49 s                  |                               |
| 6.º                           | Daniel Méndez                 | Equipo Kern Pharma            | + 7 min 09 s                  |                               |
| 7.º                           | Christian Scaroni             | Gazprom-RusVelo               | + 7 min 30 s                  |                               |
| 8.º                           | Unai Cuadrado                 | Euskaltel-Euskadi             | + 10 min 18 s                 |                               |
| 9.º                           | Jon Agirre                    | Equipo Kern Pharma            | + 11 min 40 s                 |                               |
| 10.º                          | Carlos García Pierna          | Equipo Kern Pharma            | + 14 min 32 s                 |                               |

### Clasificación por equipos
| Clasificación por equipos | Clasificación por equipos | Clasificación por equipos | Clasificación por equipos |
| Equipo                    | Equipo                    | Tiempo                    |                           |
| ------------------------- | ------------------------- | ------------------------- | ------------------------- |
| 1.º                       | Movistar Team             | 40 h 47 min 27 s          |                           |
| 2.º                       | Caja Rural-Seguros RGA    | + 6 min 11 s              |                           |
| 3.º                       | Euskaltel-Euskadi         | + 8 min 54 s              |                           |
| 4.º                       | Total Direct Énergie      | + 9 min 16 s              |                           |
| 5.º                       | Equipo Kern Pharma        | + 11 min 50 s             |                           |
| 6.º                       | Gazprom-RusVelo           | + 11 min 56 s             |                           |
| 7.º                       | Burgos-BH                 | + 16 min 38 s             |                           |
| 8.º                       | Arkéa-Samsic              | + 19 min 57 s             |                           |
| 9.º                       | Delko                     | + 25 min 27 s             |                           |
| 10.º                      | Medellín                  | + 29 min 12 s             |                           |

## Evolución de las clasificaciones
| Etapa                   | Vencedor                | Clasificación general | Clasificación de la montaña | Clasificación de los puntos | Clasificación de las metas volantes | Clasificación por equipos |
| ----------------------- | ----------------------- | --------------------- | --------------------------- | --------------------------- | ----------------------------------- | ------------------------- |
| 1.ª                     | Nairo Quintana          | Nairo Quintana        | José Manuel Gutiérrez       | Nairo Quintana              | Daniel Viegas                       | Movistar                  |
| 2.ª                     | Héctor Carretero        | Nairo Quintana        | José Manuel Gutiérrez       | Nairo Quintana              | Daniel Viegas                       | Movistar                  |
| 3.ª                     | Pierre Latour           | Nairo Quintana        | José Manuel Gutiérrez       | Nairo Quintana              | Daniel Viegas                       | Movistar                  |
| Clasificaciones finales | Clasificaciones finales | Nairo Quintana        | José Manuel Gutiérrez       | Nairo Quintana              | Daniel Viegas                       | Movistar                  |

## UCI World Ranking
La Vuelta a Asturias otorgó puntos para el UCI World Ranking para corredores de los equipos en las categorías UCI WorldTeam, UCI ProTeam y Continental. Las siguientes tablas son el baremo de puntuación y los 10 corredores que obtuvieron más puntos:
| Posición              | 1.º | 2.º | 3.º | 4.º | 5.º | 6.º | 7.º | 8.º | 9.º | 10.º | 11.º | 12.º | 13.º-15.º | 16.º-25.º |
| Clasificación general | 125 | 85  | 70  | 60  | 50  | 40  | 35  | 30  | 25  | 20   | 15   | 10   | 5         | 3         |
| Por etapa             | 14  | 5   | 3   |     |     |     |     |     |     |      |      |      |           |           |
| Líder                 | 3   |     |     |     |     |     |     |     |     |      |      |      |           |           |

| Clasificación |                    |                           |         |       |       |       |
| Posición      | Ciclista           | Equipo                    | General | Etapa | Líder | Total |
| ------------- | ------------------ | ------------------------- | ------- | ----- | ----- | ----- |
| 1.º           | Nairo Quintana     | Arkéa Samsic              | 125     | 19    | 6     | 150   |
| 2.º           | Antonio Pedrero    | Movistar                  | 85      | 5     | -     | 90    |
| 3.º           | Pierre Latour      | Team Total Direct Énergie | 70      | 17    | -     | 87    |
| 4.º           | Víctor de la Parte | Team Total Direct Énergie | 60      | 3     | -     | 63    |
| 5.º           | Einer Rubio        | Movistar                  | 50      | 3     | -     | 53    |
| 6.º           | Alejandro Osorio   | Caja Rural-Seguros RGA    | 40      | 5     | -     | 45    |
| 7.º           | Roger Adrià        | Kern Pharma               | 35      | -     | -     | 35    |
| 8.º           | Ilnur Zakarin      | Gazprom-RusVelo           | 30      | -     | -     | 30    |
| 9.º           | Nélson Oliveira    | Movistar                  | 25      | -     | -     | 25    |
| 10.º          | Julen Amezqueta    | Caja Rural-Seguros RGA    | 20      | -     | -     | 20    |